# San Francisco Chronicle

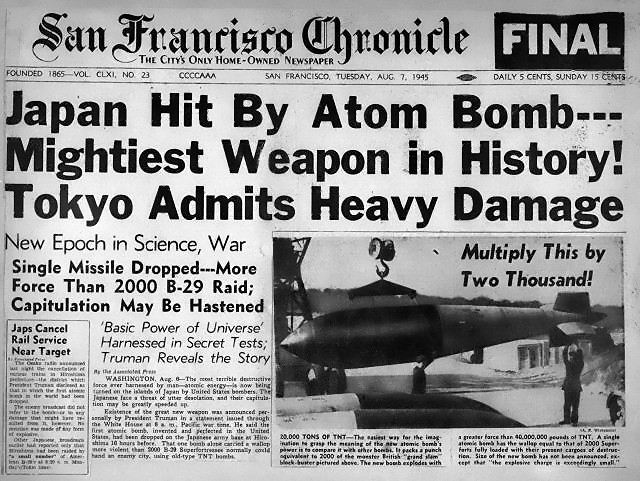
Édition du 7 août 1945.

Le San Francisco Chronicle est un journal quotidien publié à San Francisco, et qui constitue l'un des plus importants journaux de Californie. Il a été créé en 1865, et s'appelait alors The Daily Dramatic Chronicle. Il appartient à la Hearst Corporation, et son tirage quotidien atteint 512 000 exemplaires en semaine, et 540 000 le dimanche.
Son édition en ligne, SFGate, est publiée par la division SFGate.com.

## Histoire
Les frères Charles et Michael De Young, 17 et 19 ans, fondent The Daily Dramatic Chronicle en 1865 avec à peine 20 dollars en poche. Trois ans plus tard, le journal devient le Morning Chronicle. Le quotidien des frères de Young, un amalgame de nouvelles satiriques, horaires de théâtre et publicités est la risée de ses concurrents jusqu'à ce que, trois mois après sa fondation, il relate avec plusieurs heures d'avance sur les autres l'assassinat du président Abraham Lincoln[réf. nécessaire]. Il n'en fallait pas davantage pour qu'il acquière une solide réputation. La contribution de plumes célèbres, en particulier celle de Mark Twain, contribuera ensuite à gonfler le tirage du quotidien, qui atteint les 300 000 exemplaires dès 1960.

## Propriétaire
The Hearst Corporation (depuis juillet 2000), le géant des communications qui possède une douzaine de journaux, des magazines et des chaînes de télévision et est l'ancien propriétaire du San Francisco Examiner, le principal rival du Chronicle.   

## Orientation
Indépendant et plutôt démocrate, présentant des opinions modérées, le San Francisco Chronicle s'adresse à un public éduqué (41 % des lecteurs possèdent au moins un diplôme universitaire) et représente l'un des poids lourds de la presse de la côte Ouest.